# إيان كروك
إيان كروك (بالإنجليزية: Ian Crook)‏ (18 يناير 1963 في المملكة المتحدة – )؛ هو لاعب كرة قدم سابق كان يلعب كلاعب وسط.

## وصلات خارجية
- إيان كروك على موقع رابطة كرة القدم اليابانية للمحترفين (اليابانية)
- إيان كروك على موقع قاعدة بيانات كرة القدم.إي يو (الإنجليزية)
- إيان كروك على موقع Soccerway.com (الإنجليزية)
- إيان كروك على موقع عالم كرة القدم.نت (الإنجليزية)